# Carlos Rivera (álbum)
Carlos Rivera es el título del álbum debut de estudio homónimo grabado por el cantautor mexicano Carlos Rivera. Fue lanzado al mercado bajo el sello discográfico Sony BMG Norte el 27 de febrero de 2007. Incluye un DVD con la participación de Carlos en el Desafío de estrellas.

## Lista de canciones
| Carlos Rivera |                                        |                                                  |          |  |
| N.º           | Título                                 | Escritor(es)                                     | Duración |  |
| 1.            | «Te me vas»                            | Jimmy Buffett                                    | 3:39     |  |
| 2.            | «Cálido y frío»                        | Franco de Vita                                   | 3:46     |  |
| 3.            | «Cómo tú»                              | Fernando Chávez · Javier Ortega                  | 3:12     |  |
| 4.            | «En el amor no se manda» (con Yuridia) | Jaime Flores · Luis Carlos Monroy · Raúl Órnelas | 3:28     |  |
| 5.            | «No sé que voy a hacer»                | Luis Carlos Monroy · Raúl Órnelas                | 3:18     |  |
| 6.            | «Por qué me dejas solo»                | Fato · Santa Benith                              | 3:30     |  |
| 7.            | «No soy el aire»                       | Miguel Luna                                      | 3:49     |  |
| 8.            | «No te quiero hacer llorar»            | Henric Uhrbom · Julius Bengtsson                 | 3:27     |  |
| 9.            | «Callado»                              | Jaime Flores · Luis Carlos Monroy · Raúl Órnelas | 3:48     |  |
| 10.           | «Estoy vivo»                           | Claudia Brant · Noel Schajris                    | 3:31     |  |
| 11.           | «Acaríciame»                           | Claudio Bermúdez                                 | 3:35     |  |
| 12.           | «Agua de amor» (con Noemi Puga)        | Juan Carlos Calderón                             | 3:43     |  |
| 13.           | «Eres total»                           | Juan Carlos Calderón                             | 2:57     |  |
| 14.           | «Y si tú supieras»                     | Gerardo Flores · Ricardo Robledo                 | 3:36     |  |

## Relanzamiento
- En 2016, Sony Music relanzó este mixtape pero sin incluir los últimos 2 temas y el DVD, esta reedición recibió en México certificación de disco de oro en el 2017 por vender más de 30 mil copias.

## Certificaciones
| País   | Organismo certificador | Certificación | Ventas certificadas | Ref.  |
| ------ | ---------------------- | ------------- | ------------------- | ----- |
| México | AMPROFON               | Oro           | 30,000              | [ 5 ] |